# Grand Prix der Volksmusik 2006
Nel 2006 si è tenuta ventunesima edizione del Grand Prix der Volksmusik. I paesi partecipanti sono stati: Alto Adige, Austria, Germania e Svizzera. In ognuno di questi paesi si è svolta una preselezione trasmessa in televisione. Alla finale hanno partecipato le prime quattro canzoni classificate in ognuna delle preselezioni per un totale di sedici. La preselezione svizzera si è tenuta il 22 aprile, quella tedesca il 25 maggio a Monaco di Baviera, quella altoatesina il 26 maggio a Lagundo mentre quella austriaca a Vienna il 17 giugno.
La finale è stata il 12 agosto 2006 da Monaco di Baviera, prodotta dalla ZDF e trasmessa in Eurovisione da RAI-Sender Bozen, ORF e da SF.

## Finale
Alla finale dell'11 agosto a Monaco di Baviera, l'Alto Adige ha conquistato il primo ed il secondo posto, alla Germania il terzo. La canzone vincitrice (altoatesina per il terzo anno consecutivo) è stata "Salve Regina", eseguita simbolicamente dai rappresentanti dei tre gruppi linguistici sudtirolesi: la cantante gardenese di origine indiana Belsy, il laivesotto di lingua tedesca Rudy Giovannini e il coro italiano, sempre di Laives, dei Monti Pallidi. Una breve parte del brano, cantata dal coro, era in italiano. La stessa canzone ha ricevuto il punteggio massimo: 36 punti (ossia 12 punti da Austria, Germania e Svizzera). Il secondo posto (32 punti) è andato a Vincent e Fernando, anch'essi ladini, con la canzone "Ich schenk dir Liebe". Terzo posto per Claudia & Alex con la canzone "Siebzehn Sommer" alla quale è andato il punteggio massimo (12 punti) dei sudtirolesi. La canzone vincitrice della preselezione altoatesina (A Jodler aus Tirol del gruppo "Bergwind" che per la finale ha cambiato il nome in "Tiroler Wind") è, tra le quattro finaliste dell'Alto Adige, quella con il minor successo.
| Nr.             | Paese           | Interprete/i                                      | Titolo                                            | Piazzamento       | Punti             |
| --------------- | --------------- | ------------------------------------------------- | ------------------------------------------------- | ----------------- | ----------------- |
| 9               | I               | Rudy Giovannini con Belsy e il Coro Monti Pallidi | Salve Regina                                      | 1                 | 36                |
| 1               | I               | Vincent und Fernando                              | Ich schenk dir Liebe                              | 2                 | 32                |
| 15              | D               | Claudia & Alexx                                   | Siebzehn Sommer                                   | 3                 | 29                |
| 6               | A               | Monika Martin                                     | Heute fühl ich mich wie zwanzig                   | 4                 | 28                |
| 14              | A               | Die Stoakogler & Die Edlseer                      | A Musikant im Trachteng'wand                      | 4                 | 28                |
| 7               | D               | Captain Cook & seine singenden Saxophone          | Ich danke Gott für all die schönen Jahre (strum.) | 6                 | 25                |
| 11              | D               | Patrick Lindner                                   | Sternenregen in der Nacht                         | 6                 | 25                |
| 8               | CH              | Maria da Vinci                                    | Und dann tanzen wir Tarantella                    | 8                 | 22                |
| 13              | I               | Thomas da la Mauta                                | Die beste Mutter dieser Welt                      | 9                 | 21                |
| 3               | D               | De Randfichten                                    | Wer heute noch an Engerl glaubt                   | 10                | 14                |
| 5               | I               | Tiroler Wind                                      | A Jodler aus Tirol                                | 11                | 13                |
| 10              | A               | Die Fehringer                                     | Da bei uns                                        | 12                | 12                |
| 12              | CH              | Manuela Fellner                                   | Nimm dir Zeit für Zweisamkeit                     | 13                | 11                |
| 16              | CH              | Claudio de Bartolo                                | Wer spricht die Sprache der Musik                 | 14                | 10                |
| 2               | A               | Marlena Martinelli & Oliver Haidt                 | Kann sein                                         | 15                | 4                 |
| 4               | CH              | Jessica Ming                                      | Sing a Song                                       | 15                | 4                 |
| Luogo ospitante | Luogo ospitante | Monaco di Baviera                                 | Monaco di Baviera                                 | Monaco di Baviera | Monaco di Baviera |

## Classifica della preselezione altoatesina 2006
Le canzoni sono state scelte tramite televoto con 8 minuti a disposizione per votare (massimo 7 votazioni per apparecchio). Sono pervenuti 34.753 voti. La preselezione è stata trasmessa in diretta da RAI-Sender Bozen.
| Numero di presentazione | Interprete                                         | Titolo                       | Posto   | Percentuale |         |
| ----------------------- | -------------------------------------------------- | ---------------------------- | ------- | ----------- | ------- |
|                         | Bergwind                                           | A Jodler aus Tirol           | 1.      | 14,06       |         |
|                         | Die Trenker                                        | Berge für die Ewigkeit       | ?       | ?           |         |
|                         | Hopfenmusig mit Marion                             | Dam da di dam                | ?       | ?           |         |
|                         | Omar und die CAi-Singers                           | Dein Dom das sind die Berge  | ?       | ?           |         |
|                         | Thomas                                             | Die beste Mutter dieser Welt | 4.      | 9,43        |         |
|                         | Pseirer Spatzen con Hermann                        | Die Lieder der Heimat        | ?       | ?           |         |
|                         | Vincent und Fernando                               | Ich schenk dir Liebe         | 3.      | 12,59       |         |
|                         | Etschland Express                                  | Nordic Walking               | ?       | ?           |         |
|                         | Hanspeter's Orchestra                              | Polkaspaß                    | ?       | ?           |         |
|                         | Rudy Giovannini con Belsy ed il Coro Monti Pallidi | Salve Regina                 | 2.      | 13,22       |         |
|                         | Bergfeuer                                          | Trommeln in der Nacht        | ?       | ?           |         |
|                         | Steffen Jürgens & Südtiroler Alpenspatzen          | Wozu sind Kriege da          | ?       | ?           |         |
| Luogo ospitante         | Luogo ospitante                                    | Lagundo                      | Lagundo | Lagundo     | Lagundo |

## Classifica della preselezione svizzera 2006
I primi quattro titoli partecipano alla finale.
| Nr. di presentazione | Interprete                       | Titolo                            | Posto  | Percentuale |        |
| -------------------- | -------------------------------- | --------------------------------- | ------ | ----------- | ------ |
| 8                    | Manuela Fellner                  | Nimm dir Zeit für Zweisamkeit     | 1      | 18,94       |        |
| 5                    | Maria da Vinci                   | Und dann tanzen wir Tarantella    | 2      | 17,90       |        |
| 3                    | Claudio de Bartolo               | Wer spricht die Sprache der Musik | 3      | 17,83       |        |
| 12                   | Jessica Ming                     | Sing a Song                       | 4      | 15,77       |        |
| 10                   | Eveline & Christiane             | Sonnenstrahlen                    | 5      | 14,82       |        |
| 7                    | ChueLee                          | Näbumeer                          | 6      | 14,74       |        |
| 1                    | Iris & Aline                     | Zwei Señoritas                    | ?      | ?           |        |
| 2                    | Säntis-Feger                     | Das geht nie vorbei               | ?      | ?           |        |
| 4                    | Nadine & Calimeros               | Leben, das heisst träumen         | ?      | ?           |        |
| 6                    | Swiss Military CHAOS Schockestra | De Gschnäller isch de Gschwinder  | ?      | ?           |        |
| 10                   | Patrick von Castelberg           | Wasser, Erde, Luft und Feuer      | ?      | ?           |        |
| 11                   | Patricia & Romanticas            | Nur mit Dir                       | ?      | ?           |        |
| Luogo ospitante      | Luogo ospitante                  | Zurigo                            | Zurigo | Zurigo      | Zurigo |

## Classifica della preselezione tedesca 2006
I primi quattro titoli partecipano alla finale.
| Numero di presentazione | Interprete                               | Titolo                           | Posto  | Punti  |        |
| ----------------------- | ---------------------------------------- | -------------------------------- | ------ | ------ | ------ |
| 14                      | Captain Cook & seine singenden Saxophone | Ich danke Gott für all die Jahre | 1      | 57     |        |
| 8                       | Patrick Lindner                          | Sternenregen in der Nacht        | 2      | 54     |        |
| 6                       | De Randfichten                           | Wer heute noch an Engerl glaubt  | 3      | 50     |        |
| 1                       | Claudia & Alexx                          | Siebzehn Sommer                  | 4      | 48     |        |
| 15                      | Maria & Margot Hellwig                   | Unser tägliches Brot ist Musik   | 5      | 41     |        |
| 13                      | Hans im Glück                            | Die Lieder der Berge             | 6      | 38     |        |
| 10                      | Stefan Lex & Pomp-A-Dur                  | Ich sag es mit Musik             | 7      | 35     |        |
| 11                      | Astrid Breck                             | Sternennacht von Avignon         | 8      | 24     |        |
| 12                      | Feldberger                               | Oh, Mama mia                     | 8      | 24     |        |
| 7                       | Luisa & Reiner Kirsten                   | Mehr als tausend Träume          | 10     | 22     |        |
| 5                       | Gentlemen of Trumpets                    | Heiße Nächte in Berlin (instr.)  | 10     | 22     |        |
| 2                       | Sonja Christin und die Wilden Männer     | Rum in den Adern                 | 12     | 18     |        |
| 9                       | Duo Leuchtfeuer                          | Der kleine Floh                  | 12     | 18     |        |
| 3                       | Alex Parker                              | Deshalb lieb ich dich            | 14     | 14     |        |
| 4                       | Gitta & Helmut                           | Eine zweite Chance               | 15     | 10     |        |
| Luogo Ospitante         | Luogo Ospitante                          | Monaco                           | Monaco | Monaco | Monaco |

## Classifica della preselezione austriaca 2006
| Numero di presentazione | Interprete                        | Titolo                            | Posto  | Percentuale |        |
| ----------------------- | --------------------------------- | --------------------------------- | ------ | ----------- | ------ |
|                         | Die Stoakogler & Die Edlseer      | A Musikant im Trachteng'wand      | 1.     | 24.8%       |        |
|                         | Die Fehringer                     | Da bei uns                        | 2.     | 13.8        |        |
|                         | Monika Martin                     | Heute fühl ich mich wie zwanzig   | 3.     | 9.5%        |        |
|                         | Marlena Martinelli & Oliver Haidt | Kann sein                         | 4.     | 7.9%        |        |
|                         | Tasha                             | Weil ich Liebe spür               | ?      | ?           |        |
|                         | Christa Fartek & Ewald Leitgeb    | Herz an Herz                      | ?      | ?           |        |
|                         | Die Brandlmayers                  | Mach deine Träume wahr            | ?      | ?           |        |
|                         | Die Brunnies                      | Du hast mein Herz für dich allein | ?      | ?           |        |
|                         | Die Bergcanavonvas                | Viel viel schöner mit dir         | ?      | ?           |        |
|                         | Adriano Francesco                 | Bella bella blue, mein Lied       | ?      | ?           |        |
|                         | Marco                             | Schelch Musik                     | ?      | ?           |        |
|                         | Bandhouse                         | All we need is mountain beat      | ?      | ?           |        |
|                         | Sigrid & Marina                   | Genießen wir das Leben            | ?      | ?           |        |
|                         | Aufgeiger                         | Pech & Schwefel                   | ?      | ?           |        |
|                         | VIA                               | Der Weg                           | ?      | ?           |        |
| Luogo ospitante         | Luogo ospitante                   | Vienna                            | Vienna | Vienna      | Vienna |